# Čcheng S’-wej
Čcheng S’-wej (čínsky pchin-jinem Chéng Sīwēi, znaky 成思危; 11. června 1935 – 12. července 2015) byl čínský chemik, ekonom a politik, místopředseda stálého výboru Všečínského shromáždění lidových zástupců (1998–2008) a místopředseda (1995–1996) a předseda (1996–2007) Čínského sdružení pro demokratickou národní výstavbu, jedné z menších politických stran Čínské lidové republiky. Odborností chemický inženýr v 50. až 80. letech pracoval ve výzkumných ústavech ministerstva chemického průmyslu, na němž byl v letech 1994–1997 byl náměstkem ministra. Od druhé poloviny 90. se věnoval ekonomice a finančnictví a politické činnosti.

## Život
Čcheng S’-wej se narodil 11. června 1935 v okrese Siang-siang v provincii Chu-nan. Vyrůstal zprvu v Pekingu, roku 1948 se rodina přestěhovala ho Hongkongu. Roku 1951 se vrátil do Číny, studoval politickou teorii na Dělnické vysoké škole Jižní univerzity v Kantonu a pracoval v odborech. V letech 1952–1956 vystudoval anorganickou chemii na Jihočínském technologickém institutu a Východočínském institutu chemické technologie.
Od roku 1956 byl technikem Výzkumného ústavu chemického průmyslu ministerstva chemického průmyslu v Šen-jangu, v letech 1958–1973 pracoval jako technik, vedoucí týmu a zástupce ředitele Severočínské pobočky pro projektování a výzkum ministerstva chemického průmyslu a Výzkumného ústavu chemického průmyslu v Tchien-ťinu. V letech 1973–1981 byl technikem Výzkumného ústavu petrochemického průmyslu ministerstva petrochemického průmyslu a inženýrem v oddělení chemického inženýrství a oddělení anorganické chemie Všeobecného výzkumného ústavu ministerstva chemického průmyslu. Zabýval se výzkumem a vývojem výrobků z anorganických solí a prováděl hloubkový výzkum zpracování a využití rud boru a chromu, věnoval se i zkoumání a využití zdrojů fosforu.
V letech 1981–1984 studoval na Kalifornské univerzitě v Los Angeles a získal titul MBA. V letech 1984–1988 byl inženýrem a hlavním inženýrem ve Vědeckotechnickém úřadu ministerstva chemického průmyslu, potom působil jako viceprezident a hlavním inženýr Všeobecné akademie vědeckého výzkumu ministerstva chemického průmyslu. Současně byl v letech 1988–1998 členem celostátního výboru Čínského lidového politického poradního shromáždění. V letech 1993–1994 byl zástupcem hlavního inženýra ministerstva chemického průmyslu a hlavním inženýrem Všeobecné akademie vědeckého výzkumu ministerstva chemického průmyslu a v letech 1994–1997 byl náměstkem ministra ministerstva chemického průmyslu. Od počátku 90. se soustředil na ekonomický výzkum, věnoval se výzkumu v oblasti finanční matematiky, finančního inženýrství a finančního managementu a propagoval zavádění nových forem podnikání s využitím rizikového kapitálu.
Roku 1995 vstoupil do Čínského sdružení pro demokratickou národní výstavbu, jedné z menších politických stran Čínské lidové republiky a koncem téhož roku byl zvolen místopředsedou ústředního výboru sdružení. Koncem roku 1996 nahradil Sun Čchi-menga ve funkci předsedy ústředního výboru sdružení. Jako předseda ústředního výboru byl potvrzen na sjezdech sdružení roku 1997 a 2002. Současně byl v březnu 1998 zvolen místopředsedou stálého výboru Všečínského shromáždění lidových zástupců (parlamentu), jak je obvyklé pro předsedy menších politických stran. V březnu 2003 byl opět zvolen místopředsedou shromáždění.
Na sjezdu Čínského sdružení pro demokratickou národní výstavbu v prosinci 2007, ho ve funkci předsedy ústředního výboru nahradil Čchen Čchang-č’ a v březnu 2008 odešel i z Všečínského shromáždění lidových zástupců, kde ho v místopředsednické funkci také nahradil Čchen Čchang-č’.
Zemřel v Pekingu 12. července 2015 ve věku 80 let.